# Upper Eastside
Upper Eastside è un quartiere di Miami in Florida (Stati Uniti d'America), con una popolazione nel 2010 di 12.525 abitanti.

## Geografia
Upper Eastside si affaccia sulla  Baia di Biscayne e confina:
- a sud con Edgewater, estendendosi a nord della NE 36th Street;
- ad est di Little Haiti, con il confine lungo la ferrovia tra la NE 4th Avenue e NE 4th Court;
- a sud della municipalità di Miami Shores, con il confine dato dalla sequenza di NE 87th Street, Biscayne Boulevard, NE 83th Street.

È attraversata da Biscayne Boulevard ed è composta a sua volta da diversi quartieri. Tra Biscayne Boulevard e la Baia di Biscayne procedendo da sud a nord si trovano:
- Magnolia Park: da NE 37th Street a sud a NE 39th Street a nord;[2]
- Bay Point: da NE 39th Street a sud a NE 50th Terrace a nord;[3]
- Morningside Historic District (Bay Shore): da NE 50th Terrace a sud a NE 61th Street a nord, ospita edifici costruiti dal 1925-present ed è stato designato distretto storico nel 1984. Nasce dall'iniziativa di James H. Nunnally, presidente della Bay Shore Investment Company, che nel 1924 immaginò questo quartiere affacciato sulla Baia di Biscayne. Con stili che vanno dal Mediterranean Revival, Art Deco al vernacolare raccoglie case progettate da più di 40 architetti locali e viali arricchiti da piante ed alberi tropicali. Nel 1992 è stato inserito nel National Register of Historic Places.[4][5]
- Bayside Historic District: da NE 62th Street a sud a NE 72th Street a nord. È stato riconosciuto come distretto storico nel 1991 e contiene edifici costruiti dagli anni 1900 per circa 40 anni, con case di stili diversi come Mediterranean Revival, Art Deco e Streamline Moderne.[6][7]
- Belle Meade: da NE 72th Street a sud a NE 77th Street e Little River a nord;[8]
- Shorecrest: da NE 78th Street e Little River a sud a NE 87th Street a nord, da Biscayne Boulevard ad ovest a NE 10th Avenue ad est;[9]

Tra Biscayne Boulevard il tracciato della ferrovia, invece, si trova il Palm Grove Neighborhood Historic District, delimitata da NE 58th Street a sud a NE 77th Street e Little River a nord. Il periodo al quale risalgono le sue costruzioni è quello degli anni 1921-1959 ed è stato designato distretto storico nel 2009. Rappresenta il distretto storico più grande di Miami, con case del ceto medio che vanno dal boom degli anni 1920, alla depressione degli anni 1930, alle costruzioni post belliche degli anni 1940 e 1950.
Viene poi indicata come Miami Modern (MiMo) / Biscayne Boulevard Historic District l'area che si trova a cavallo di Biscayne Boulevard e che è delimitata da NE 50th Terrace a sud, da NE 77th Street a nord, da NE 4th Court ad ovest e dalla sequenza di NE 7th Avenue, NE 6th Court e NW 5th Avenue ad est. Caratteristica per l'architettura dei suoi edifici che vanno dal 1923 al 1967, è stato designato distretto storico il 6 giugno 2006. Lo stile riflette l'evoluzione della cultura che va dal boom edilizio degli anni 1920, alla coltura dell'automobile dopo la seconda guerra mondiale, con i motel (hotel for motorists) nello stile futuristico della Miami Modernist Architecture (MiMo).

## Parchi
- Morningside Park
- Legion Park
- Eaton Park
- Albert Pallot Park
- Stearns Park
- Martell Park